# Emine-fok
Az Emine-fok (bolgárul нос Емине [nosz Emine]) földnyelv Bulgária fekete-tengeri partján, Várnától 80 kilométerre délre, Burgasztól 55 kilométerre északra és Obzortól 15 kilométerre délre. Itt ér véget a Balkán-hegység. Bulgária legviharosabb fokának tartják.

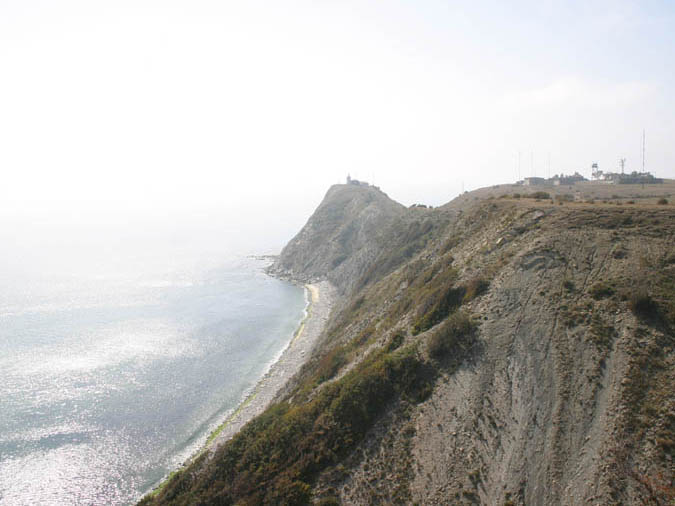
Az Emine-fok északi tengerpartja

A középkorban a földnyelven az Emona nevű erődítmény állt, amelynek neve a Balkán ősi trák nevéből (saimon) származott. A várból, egy későbbi kolostorból csak néhány rom maradt fenn. A közelben található Emona falu, ahol a legenda szerint Részosz, a trójai háborúban is részt vett trák király született.